# Recta normal

La línea negra que contiene los centros de las circunferencias es la normal a la tangente r por el punto P.

Se llama normal a una recta perpendicular a otra, en especial a una tangente por su punto de tangencia. 

## Aplicaciones
La recta normal se suele tener en consideración en todo tipo de problemas de dibujo de tangentes, en particular en las que involucran circunferencias y curvas cónicas. 
Las circunferencias tangentes entre sí o a una recta tienen el centro en la normal a su punto común. Así se considera la normal como el lugar geométrico de los centros de todas las circunferencias tangentes por un mismo punto. Esto permite resolver problemas de tangentes múltiples con circunferencias y rectas.  

Tangente y normal a una curva.

En la elipse, la hipérbola y la parábola la normal es la bisectriz de los radios vectores. 
Esto también tiene una aplicación directa en óptica y en general en toda la física que estudia fenómenos de reflexión, ya que los rayos incidentes y reflejados son simétricos respecto a tangente y normal de la curva, obteniendo así un ángulo triángulo, con origen en el f(x).